# Huaiyuan

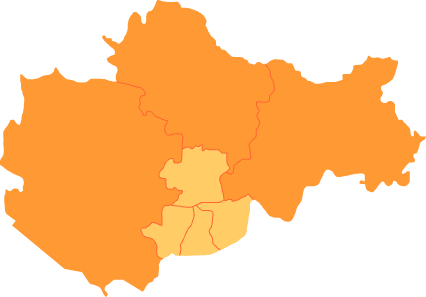
Lage des Kreises Huaiyuan im Gebiet der bezirksfreien Stadt Bengbu

Der Kreis Huaiyuan (chinesisch 怀远县, Pinyin Huáiyuǎn Xiàn) ist ein Kreis in der chinesischen Provinz Anhui. Er gehört zum Verwaltungsgebiet der bezirksfreien Stadt Bengbu. Huaiyuan hat eine Fläche von 2.357 km² und zählt 993.000 Einwohner (Stand: Ende 2018). Sein Hauptort ist die Großgemeinde Chengguan (城关镇)

## Administrative Gliederung
Auf Gemeindeebene setzt sich der Kreis aus zehn Großgemeinden und neun Gemeinden zusammen. 